# Rosenoxbär
Rosenoxbär (Cotoneaster dielsianus) är en rosväxtart som beskrevs av Ernst Georg Pritzel. Rosenoxbär ingår i släktet oxbär, och familjen rosväxter. Utöver nominatformen finns också underarten C. d. elegans.

## Bildgalleri

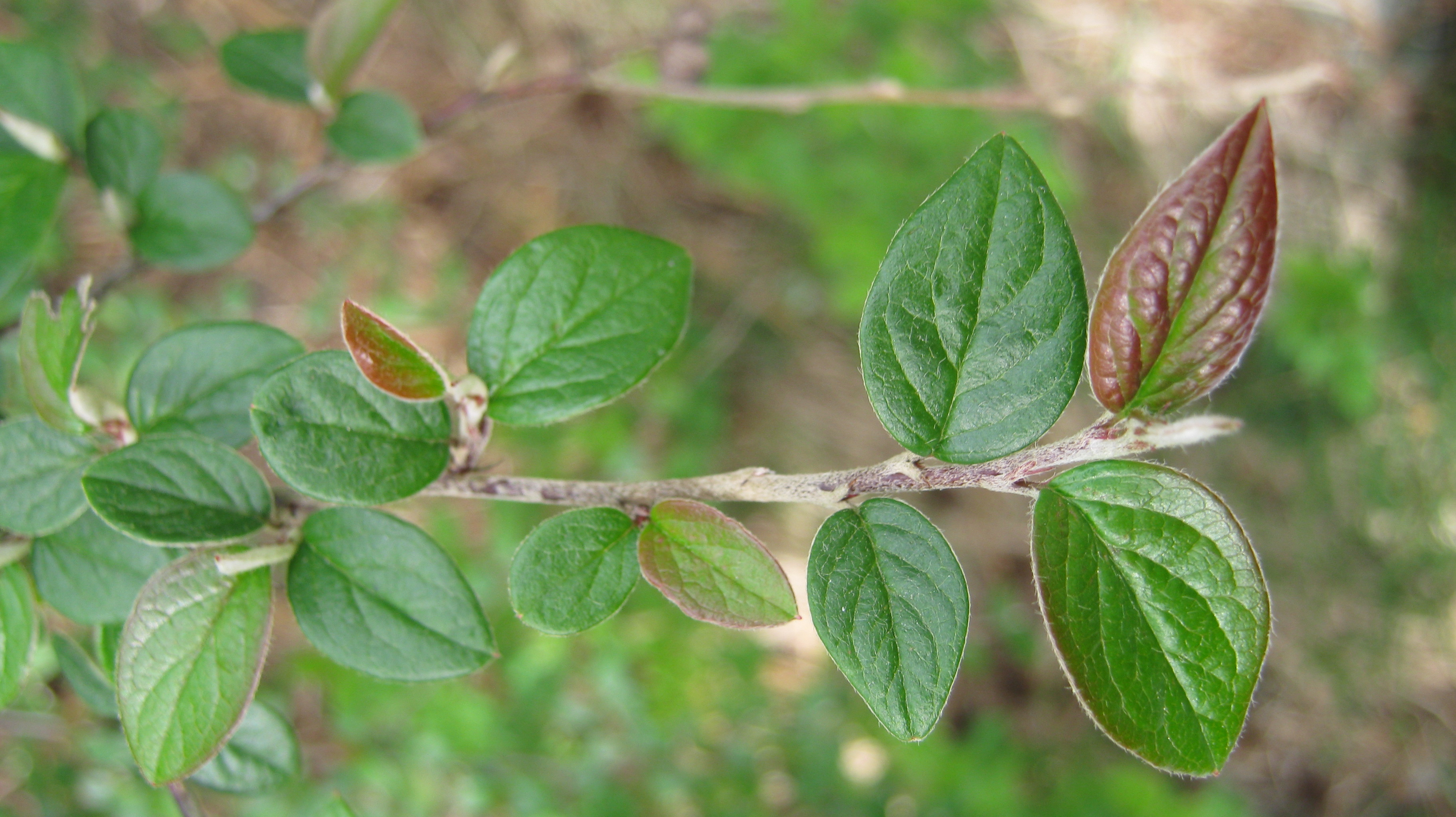